# Hôtel Belmont
Pour les articles homonymes, voir Belmont.

L'hôtel Belmont est une demeure historique de Questembert. Sa construction date des XVe et XVIe siècles. Il a abrité l'office du tourisme du pays de Questembert de 1991 à 2015.

## Localisation
L'hôtel Belmont est situé dans le centre historique de Questembert, immédiatement en face des halles.

## Histoire
La demeure a appartenu à la famille Le Bel, puis aux Bellyno au XVIIe siècle.

## Description

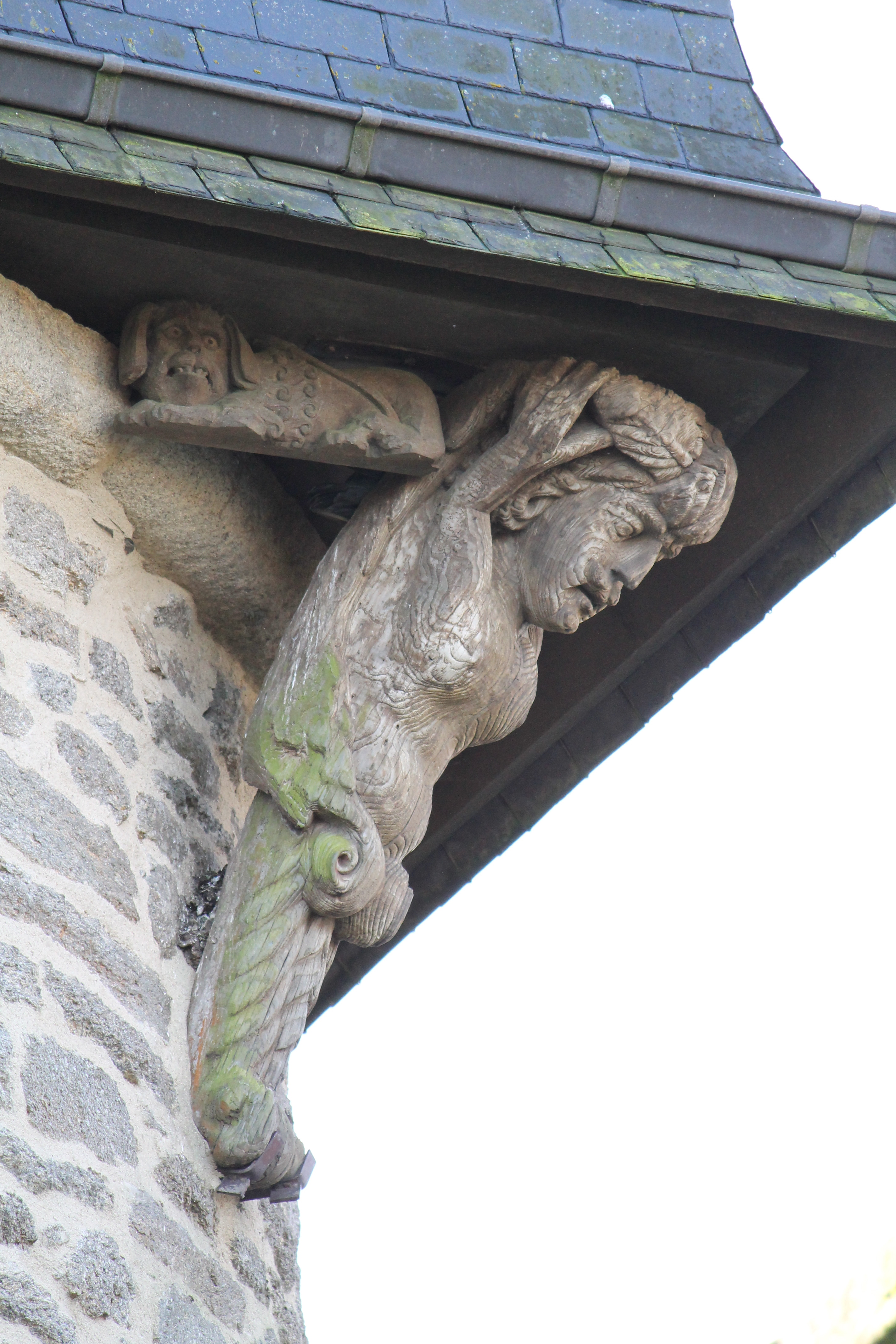
Une des deux cariatides de la tour Belmont

Le bâtiment est une maison en pierres de trois niveaux, recouverte d'ardoises. À l'arrière, elle possède une tourelle coiffée d'une toiture originale : ses quatre versants à double cintre se rejoignent en accolade au sommet. La saillie du toit est supportée par deux cariatides de bois surnommées « Questembert et sa femme »,,. Le jardin attenant est ouvert au public.